# Juli Paulus Prudentíssim
Juli Paulus, honrat per Gordià III amb el nom honorífic de Prudentíssim (llatí: Julius Paulus Prudentissimus), va ser un destacat jurista romà. Possiblement era d'origen grec, però nascut a Fenícia, segons una teoria, o bé nascut a Pàdua (on hi havia una estàtua dedicada a cert Paulus).
Va viure en els regnats de Septimi Sever i Caracal·la. Sota Elagàbal va patir exili, però Alexandre Sever, quan es va convertir en emperador, el va fer tornar i el va fer membre del seu consell. Paulus també va ocupar el càrrec de prefecte del pretori. Apareix mencionat al Digest en dos passatges en els quals Paulus va donar una opinió contrària a Papinià, però l'emperador va fallar d'acord amb el consell d'aquest darrer. Paulus va ser potser el més prolífic de tots els escriptors sobre dret romà. Al Digest és citat 2083 vegades (només el supera Ulpià amb 2462).
Se li criticava que el seu estil fos massa condensat i que de vegades era obscur. Però el seu estil s'assembla al d'altres escriptors de l'època, encara que no és de tan fàcil lectura com el d'Ulpià. Alguns modismes propis de la llengua grega que utilitza argumenten a favor del seu origen grec. Els escrits, com els de tots els juristes romans que només es coneixen per extractes, s'han de valorar adequadament, ja que els fragments conservats estan separats del seu context.
Paulus va fer comentaris sobre Javolè, Salvi Julià, Publi Escèvola, i Papinià. Herenni Modestí i Emili Macer comenten els seus textos jurídics.
Els seus escrits, citats per diversos autors i dels que es conserva algun extracte o almenys se'n coneix el títol, són els següents:
1. Ad Edictum, en 80 llibres
2. Quaestiones, 26 llibres
3. Responsa, 23 llibres
4. Brevia, 23 llibres
5. Ad Plautium, 13 llibres
6. Libri ad Sabinum, 16 llibres
7. Ad Leges Jul. et Pap., 10 llibres
8. Regularia, 7 llibres
9. Liber Singularis Regularium
10. Sententiae sive Facta, 6 llibres possiblement el mateix que Sex Libri Imperialium Sententiarum
11. Sententiae Libri quinque
12. Ad Vitellium, 4 llibres
13. Ad Neratium, 4 llibres
14. Fideicommissa, 3 llibres
15. Decretorum Libri III, 3 llibres
16. De Adulteriis, 3 llibres
17. Libri tres Manualium
18. Institutiones, 2 llibres
19. De Officio Proconsulis, 2 llibres
20. Ad Legem Aeliam Sentiam, 3 llibres
21. Ad Legem Juliam, 2 llibres
22. De Jure Fisci, 2 llibres
23. Regularium Liber Singularis (possiblement el mateix que Liber Singularis Regularium
24. De Censibus, 2 llibres
25. De Poenis Paganorum
26. De Poenis Mililum
27. De Poenis omnium Legum
28. De Usuris
29. De Gradibus et Affinibus
30. De Jure Codicillorum
31. De Excusationibus Tutelarum
32. Ad Regulam Catonianam
33. Ad Sct. Orfitianum
34. Ad Sct. Tertullianum
35. Ad Sct. Silanianum
36. Ad Sct. Velleianum
37. Ad Sct. Libonianum, seu Claudianum
38. De Officio Praefecti Vigilum
39. De Officio Praefecti Urbi
40. De Officio Praetoris Tutelaris
41. De extraordinariis Criminibus
42. Hypothecuria, o Ad Hypothecariam Formulam
43. Ad Municipalem
44. De Publicis Judiciis
45. De Inofficioso Testamento
46. De Septemviralibus Judiciis potser la mateixa obra que De Centumviralibus Judiciis
47. De Jure Singulari
48. De Secundis Tabulis
49. Ad Orationem D. Severi
50. Ad Orationem D. Marci
51. Ad Legem Velleiam
52. Ad Legem Cinciam
53. Ad Legem Faleidiam
54. De tacito Fideicommisso
55. De Portionibus quae Liberis Damnatorum conceduntur
56. De Juris et Facti Ignorantia
57. De Adulteriis
58. De Instructo et Instrumento
59. De Appellationibus
60. De Jure Libellorum
61. De Testamentis
62. De Jure Patronatus
63. De Jure Patronatus quod ex Lege Julia et Papia venit
64. De Actionibus
65. De Concurrentibus Actionibus
66. De Intercessionibus Feminarum
67. De Donationibus inter Virum et Uxorem
68. De Legibus
69. De Legitimis Hereditatibus
70. De Libertatibus dandis
71. De Senatus Consultis
72. Libri ad Edictum Aedil. Curul.
73. Extractes d'Alfenus i Labeo
74. Libri de Officio Consulis
75. Libri Singulares : De Liberali Causa, De Articulis Liberalis Causae, De Assignatione Libertorum, De Conceptione Formularum, De Dotis Repetitione, Ad Legem Fusiam Caniniam, De Officiis Assessorum, Ad Sct. Turpillianum, De Variis Lectionibus, i De Cognitionibus
76. Notes sobre Julià, Papinià i Escevola[1]